# Craterul Kara

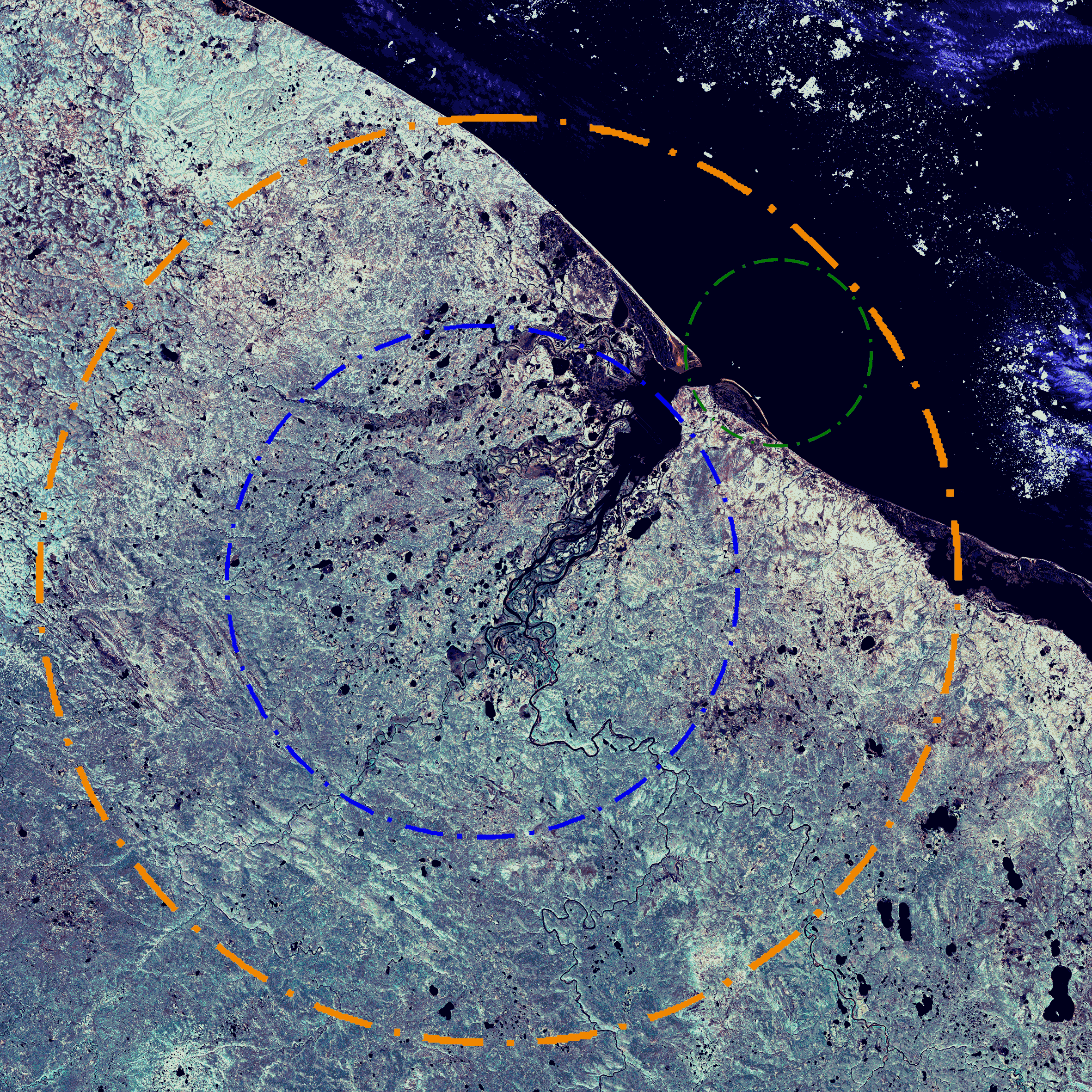
Craterul Kara

Craterul Kara este un crater de impact meteoritic în Peninsula Yugorsky, Regiunea Neneția, Rusia.

## Date generale
Acesta este de 65 km în diametru și vârsta sa este estimată la 70.3 ± 2.2 milioane ani (cretacicul superior). Aflorimentele de impactit situate în malurile Golfului Baydarata la nord-est de crater implică faptul că dimensiunea originală a craterului, acum foarte mult erodat, a fost de 120 km în diametru. Craterul nu este expus la suprafață.
Craterul Kara se află la capătul de sud-est al Peninsulei Yugorsky, în timp ce situl Ust-Kara se află în larg. S-a crezut anterior că aceste două situri au fost două cratere separate și că au format structuri de impact gemene de la un meteorit de mari dimensiuni care a lovit în Cretacicul târziu. Cu toate acestea, se pare că situl Ust-Kara nu există ca un sit separat. Aparent, aflorimente de suevit ale structurii de impact Ust-Kara sunt doar o parte din structura de impact Kara. (Hodge 1994 și NASA 1988)